# 堺市立鳳小学校
堺市立鳳小学校（さかいしりつ おおとり しょうがっこう）は、大阪府堺市西区にある公立小学校。

## 沿革
1886年に設置された千種小学校が、鳳小学校の直接的な起源となっている。
千種小学校発足前の学校の源流として、1873年に設置された泉州第八番小学校および泉州第十四番小学校があげられる。第八番小学校は大鳥郡船尾村（町村制実施で浜寺村）に開設された。また第十四番小学校は大鳥郡草部村（町村制実施で鶴田村・のち福泉町）に開設された。
それぞれの学校の分離再編を経て、1885年10月19日に大鳥村の学校と北王子村の学校が合併し、千種小学校となった。学校沿革史の上では、千種小学校発足を学校創立としている。同校は町村制発足後は鳳村を校区とした。千種小学校の「千種」の名称は、大鳥大社の森が「千種の森」と呼ばれることに由来した。1941年の国民学校への改称を機に、地域の名称をとって鳳国民学校へと改称した。
1960年代になり地域の宅地化が進み、これに伴って児童数も増加したため、1971年に堺市立鳳南小学校を分離開校した。

### 年表
- 1873年 - 泉州第八番小学校・泉州第十四番小学校がそれぞれ発足。
- 1874年 - 第十四番小学校より分離し、泉州第八十七番小学校（北王子小学校）を開設。
- 1876年 - 第八番小学校より分離し、大鳥小学校が開校。
- 1886年10月19日 - 大鳥・北王子の2校合併。大鳥郡千種小学校として発足。この日を創立記念日とする。
- 1888年 - 大鳥郡千種尋常小学校と改称。
- 1896年4月1日 - 郡の合併により、泉北郡千種尋常小学校と称する。
- 1909年 - 高等科を併設。泉北郡千種尋常高等小学校に改称。
- 1934年9月21日 - 室戸台風で校舎倒壊。
- 1941年4月1日 - 国民学校令により、泉北郡鳳国民学校に改称。
- 1942年7月1日 - 鳳町が堺市に編入したことに伴い、堺市鳳国民学校に改称。
- 1947年4月1日 - 学制改革により、堺市立鳳小学校に改称。
- 1971年4月1日 - 堺市立鳳南小学校を分離。
- 2001年 - 文部科学省から、教育評価の研究校に指定される。

## 交通
- 阪和線 鳳駅 北西へ約400m。